# Megaloxantha daleni
Megaloxantha daleni es una especie de escarabajo del género Megaloxantha, familia Buprestidae. Fue descrita científicamente por van der Hoeven en 1838.

## Distribución geográfica
Habita en la región indomalaya.